# Hinton, West Virginia
Hinton är administrativ huvudort i Summers County i West Virginia i USA. Orten fick sitt namn efter juristen Jack Hinton som var gift med markägaren Avis Gwinn Hinton. Enligt 2010 års folkräkning hade Hinton 2 676 invånare.

## Kända personer från Hinton
- Sylvia Mathews Burwell, USA:s hälsominister 2014–2017